# Třída Almirante Brown
Třída Almirante Brown je třída torpédoborců argentinského námořnictva, patřící svou konstrukcí do německé rodiny válečných lodí typu MEKO, produkovaných loděnicí Blohm + Voss. V této typové řadě je třída Almirante Brown označena MEKO 360 H2. Plavidla byla druhou realizovanou objednávkou lodí typu MEKO. Předcházela jim pouze konstrukcí podobná nigerijská fregata Aradu typu MEKO 360 H1 (fakticky jejich sesterská loď). Třída se skládá ze čtyř jednotek, pojmenovaných Almirante Brown, La Argentina, Heroína a Sarandi. Všechny jsou stále v aktivní službě.

## Stavba
Stavba šesti jednotek této třídy byla objednána v roce 1978, v následujícím roce ale byla snížena na čtyři, přičemž ušetřené peníze byly využity na koupi korvet třídy Espora. Všechny čtyři torpédoborce byly postaveny německou loděnicí Blohm + Voss v Hamburku a do aktivní služby byly zařazeny v letech 1983–1984.
Jednotky třídy Almirante Brown:
| Jméno                      | Spuštěna        | Vstup do služby   | Status                   |
| -------------------------- | --------------- | ----------------- | ------------------------ |
| ARA Almirante Brown (D-10) | 28. března 1981 | 2. února 1983     | aktivní                  |
| ARA La Argentina (D-11)    | 25. září 1981   | 19. července 1983 | aktivní                  |
| ARA Heroína (D-12)         | 17. února 1982  | 7. listopadu 1983 | vyřazena 12. června 2024 |
| ARA Sarandí (D-13)         | 31. srpna 1982  | 27. dubna 1984    | aktivní                  |

## Konstrukce

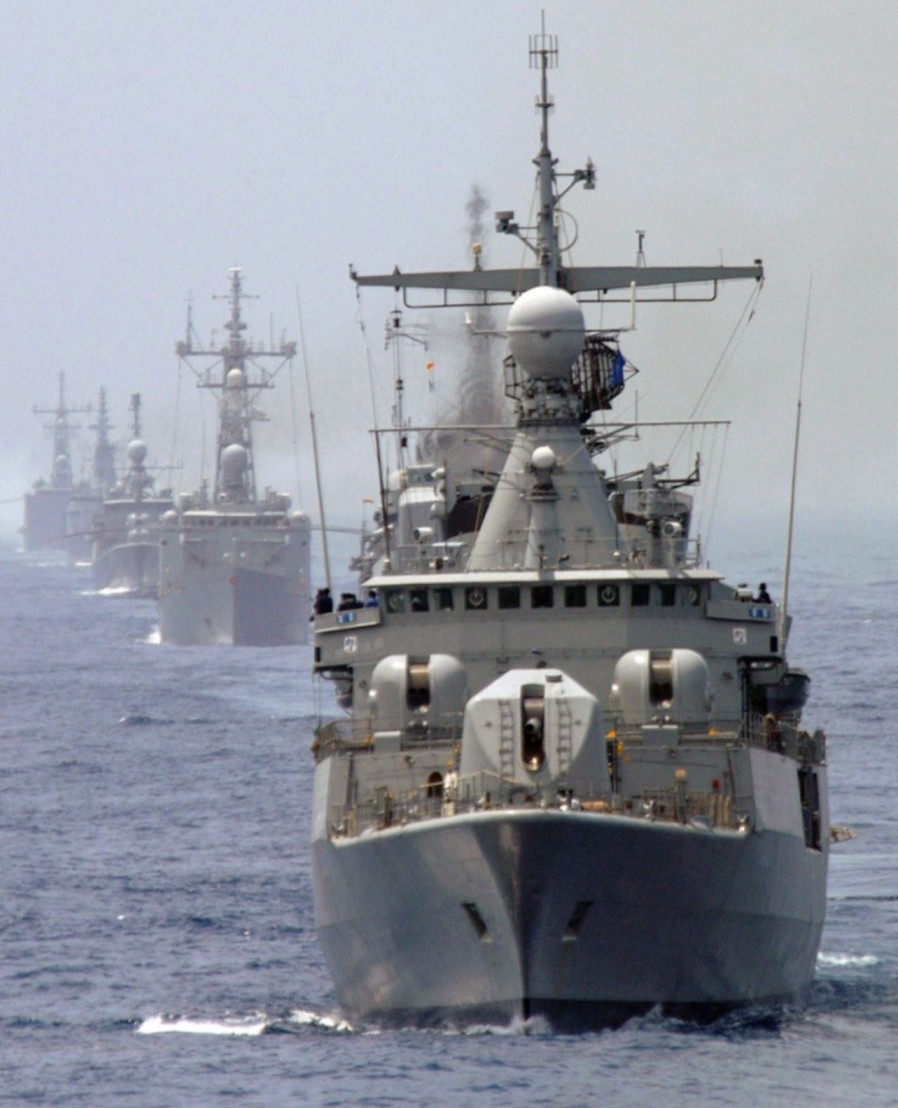
ARA Almirante Brown (D-10)

Pro plavidla je typická jejich modulární konstrukce. Hlavňová výzbroj lodí je poměrně silná. Na přídi se nachází dělová věž s jedním dvouúčelovým 127mm kanónem Otobreda. Ten doplňují čtyři dělové věže systému DARDO nesoucí dvouúčelové dvouhlavňové 40mm kanóny Bofors (dvě před můstkem a dvě po stranách hangáru). Protiletadlovou výzbroj tvoří osminásobný vypouštěcí kontejner pro protiletadlové řízené střely krátkého dosahu Selenia Aspide s celkovou zásobou 24 střel. Protilodní výzbroj tvoří osm francouzských protilodních střel MM40 Exocet, umístěných ve čtyřnásobných kontejnerech ve středu lodě. Protiponorkovou výzbroj tvoří dva trojhlavňové 324mm protiponorkové torpédomety ILAS 3 se zásobou 18 lehkých protiponorkových torpéd Whitehead A 244/S. V zadní části lodi se nachází přistávací plocha a hangár pro dva protiponorkové vrtulníky.

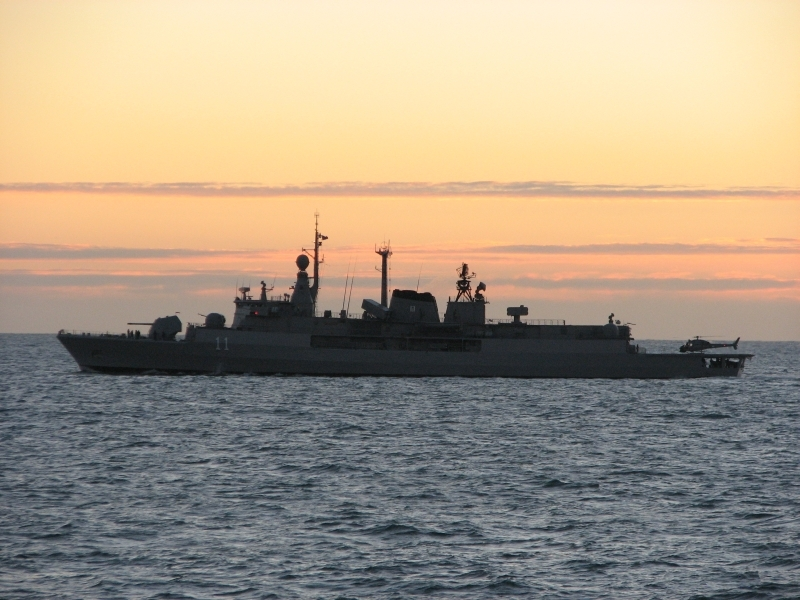
Silueta torpédoborce La Argentina dobře ukazuje příďovou dělovou věž, kontejnery protilodních střel po stranách komínu a střely Aspide na střeše hangáru

Pohonný systém je koncepce COGOG. Tvoří ho dva páry plynových turbín, pohánějící dvojici lodních šroubů. Dvě turbíny Rolls-Royce Tyne RM1C, každý o výkonu 4950 hp, slouží pro ekonomickou plavbu, zatímco druhý pár turbín Rolls-Royce Olympus TM3B, každý o výkonu 30 000 hp, loď pohání v bojové situaci. Nejvyšší rychlost dosahuje 30,5 uzlu. Dosah je 4500 námořních mil při rychlosti 18 uzlů.